# (17201) Matjazhumar
(17201) Matjazhumar (2000 AJ58) – planetoida z pasa głównego asteroid okrążająca Słońce w ciągu 5,25 lat w średniej odległości 3,02 j.a. Odkryta 4 stycznia 2000 roku.